# 月刊任天堂店頭デモ
月刊任天堂店頭デモ（げっかんにんてんどうてんとうデモ）は、任天堂が日本国内のビデオゲーム販売店に設置している試遊台で展開していたプロモーション活動である。

## 概要
月刊任天堂店頭デモは非売品の販促用ツールとして使用されていた。メディアはニンテンドー ゲームキューブ専用ディスクで、販売店の試遊台に設置されたゲームキューブで運用する。その名の通り月刊ペースで更新され、毎月の最新情報を収録していた。なお、これらはゲームキューブ本体や台を含めて任天堂から貸し出されていたものである。
ゲームの体験版やムービーが選べるメニュー画面があり、ゲームキューブのコントローラで操作できるようになっている。操作しないまま一定時間が経つと画面が切り替わり、収録されているムービーが全画面で再生される。（そのため操作が出来ず、ムービーの自動再生のみとなっている事がある。またコントローラーを接続せずに本体の電源をいれてはじめると自動的にムービーが始まる。）体験版はムービーに比べて収録されている数が少ないことが多く、ゲームキューブ用ソフトが中心となっている。ゲームボーイアドバンス用のものは当初は試遊機に繋げたGBAケーブルを介して行う「ジョイキャリー」と呼ばれるシステムで行っていたが、後にゲームキューブ本体で遊べるようになった。また、この体験版は、一定の時間が経過すると、強制的にメニュー画面に戻るようになっている。ゲームボーイアドバンス専用ワイヤレスアダプタを利用した通信が行える「ジョイスポット」も、この試遊台の近辺に設置されていた。
設置初期の頃はメニュー画面で選べる体験版とムービーが別々になっており、左右2画面になっている時もあった。
ゲームキューブのソフト発売本数が大幅に少なくなった2006年以降はデモはムービーだけとなっている事が多くなり、さらにDSステーションの普及、及び次世代機Wiiの発売が近づいたこともあり、2006年9月号で打ち切り、その幕を閉じた。その後、2006年11月ごろに後継機であるWiiステーションが設置され始めた。